# Долби, Рэй
Рэй Милтон Долби (англ. Ray Milton Dolby; 18 января 1933, Портленд — 12 сентября 2013, Сан-Франциско) — американский инженер и изобретатель. Вошёл в историю как разработчик системы шумопонижения, получившей его имя. Логотип Dolby значился на миллионах единиц звукозаписывающего оборудования и аудиокассет, производившихся в мире на протяжении нескольких десятилетий.
В 16 лет начал работать в компании Ampex (пионер записи на магнитную ленту), где входил в группу инженеров, сконструировавшую в 1956 году первый видеомагнитофон. После окончания Стэнфордского университета в 1957 году получил стипендию Маршалла для стажировки в Кембриджский университет, где проработал шесть лет, занимаясь длинноволновым рентгеновским излучением и защитив в 1961 году диссертацию (Ph.D.) по физике. В 1963—1965 годах научный советник ООН в Индии. Основатель фирмы Dolby Laboratories (1965).
Известен как автор NR Dolby-A/B/C/SR/S, Dolby HX, Dolby’s surround, Dolby 3D, Dolby Atmos, и соавтор Dolby HX Pro.

## Награды
- 1979 — Премия Американской киноакадемии за Научно-технические достижения (в категории: За научные и инженерные достижения) — памятная табличка[5]
- 1983 — Медаль прогресса (Общество инженеров кино и телевидения)
- 1986 — Офицер ордена Британской империи (Великобритания)
- 1988 — Кольцо Почёта Эдуарда Рейна
- 1989 — Премия Американской киноакадемии за Научно-технические достижения (в категории: За заслуги) — статуэтка[5]
- 1997 — Национальная медаль США в области технологий и инноваций
- 2003 — Прайм-тайм премия «Эмми» — Премия за жизненные достижения[6]
- 2010 — Медаль Эдисона
- 2012 — Берлинский кинофестиваль — Berlinale Camera[6]